# Dichotomius apicalis
Dichotomius apicalis là một loài bọ cánh cứng trong họ Bọ hung (Scarabaeidae).